# Episodi di Murphy Brown (ottava stagione)
L'ottava stagione della serie televisiva Murphy Brown è stata trasmessa in anteprima negli Stati Uniti d'America dalla CBS tra il 18 settembre 1995 e il 20 maggio 1996.
| nº | Titolo originale                         | Titolo italiano | Prima TV USA      | Prima TV Italia |
| -- | ---------------------------------------- | --------------- | ----------------- | --------------- |
| 1  | Altered States                           |                 | 18 settembre 1995 |                 |
| 2  | The Awful Truth                          |                 | 25 settembre 1995 |                 |
| 3  | Fearless Frank                           |                 | 2 ottobre 1995    |                 |
| 4  | Murphy's Law                             |                 | 9 ottobre 1995    |                 |
| 5  | Sex or Death                             |                 | 16 ottobre 1995   |                 |
| 6  | Miller's Crossing                        |                 | 23 ottobre 1995   |                 |
| 7  | The Feminine Critique                    |                 | 30 ottobre 1995   |                 |
| 8  | Bad Company                              |                 | 6 novembre 1995   |                 |
| 9  | The Ten Percent Solution                 |                 | 13 novembre 1995  |                 |
| 10 | The Humboldt Doldt                       |                 | 20 novembre 1995  |                 |
| 11 | Dick and Dottie                          |                 | 27 novembre 1995  |                 |
| 12 | All in the Family                        |                 | 8 gennaio 1996    |                 |
| 13 | If You're Going to Talk the Talk         |                 | 15 gennaio 1996   |                 |
| 14 | My Fair Miller                           |                 | 22 gennaio 1996   |                 |
| 15 | Old Flames                               |                 | 5 febbraio 1996   |                 |
| 16 | Up in Smoke                              |                 | 12 febbraio 1996  |                 |
| 17 | Aftermath                                |                 | 19 febbraio 1996  |                 |
| 18 | Trick or Retreat                         |                 | 26 febbraio 1996  |                 |
| 19 | All Singing! All Dancing! All Miserable! |                 | 4 marzo 1996      |                 |
| 20 | The Bus Stops Here                       |                 | 11 marzo 1996     |                 |
| 21 | When A. Lansing Loves a Woman            |                 | 29 aprile 1996    |                 |
| 22 | Casa Nova                                |                 | 6 maggio 1996     |                 |
| 23 | Stepping Out                             |                 | 13 maggio 1996    |                 |
| 24 | Miles Away                               |                 | 20 maggio 1996    |                 |